# Vysílač Velká Javořina
Vysílač Velká Javořina je rádiový a televizní vysílač na Slovensku. Nachází se na vrcholu stejnojmenného vrchu v pohoří Bílé Karpaty, nad obcí Bzince pod Javorinou u Staré Turé.

## Historie
Za vznikem vysílače stáli amatérští nadšenci ze Staré Turé, kteří toužili sledovat vysílání ČST. Signál televize byl tenkrát jen v okolí Bratislavy, a jak zjistili, i na Velké Javořině. Rozšíření tak bylo jednoduché. Stačilo vybudovat vysílač, který pokryje signálem okolí. Přípojka elektrické energie byla vybudována v Holubyho chatě, čímž se výrazně zjednodušila výstavba provozní budovy i vysílače.
Historicky první vysílač na Velké Javořině šířil 1. program televize z 15 metrového stožáru od konce března 1958. Už za 2 roky byla vybudována železobetonová věž Radiokomunikací, ze které začalo vysílání 1. ledna 1961. O významu kóty svědčí i výstavba nové provozní budovy, která 18. května 1979 spustila vysílání 2. programu. V létě 1990 začalo vysílání v pásmu FM a na stožárech přibyly antény rozhlasových stanic. Zvýšené nároky na příjem televizních i rozhlasových signálů vedly k vybudování nové věže, která začala vysílat v roce 1994. Původní válcovitá retranslační radioreléová věž byla v roce 2004 zbourána. Nový stožár má výšku 131 m a DVB-T signál začal šířit v prosinci 2009.

## Poloha
Výhodná poloha vysílače, i jeho nadmořská výška, dělají z vysílače velmi efektivní zdroj signálu. Pahorkatiny ve východním, jižním i západním směru umožňují dálkový příjem signálu. Prioritní oblastí pokrytí jsou regiony Myjavské pahorkatiny, Dolní Pováží a Záhorie. Přesahy umožňují přijímat signál i na Horním Pováží, Horní Nitře a ve velké části Podunajské nížiny. Velké přesahy jsou i na Moravu, do Rakouska i Maďarska.

## Vysílané stanice

### Televize
Z Velké Javořiny jsou šířeny následující slovenské multiplexy:
|        | Multiplex    | Kanál | Kmitočet | Výkon (ERP) | Polarizace |
| ------ | ------------ | ----- | -------- | ----------- | ---------- |
| DVB-T2 | 1. multiplex | 39    | 618 MHz  | 50 kW       | vertikální |
| DVB-T  | 2. multiplex | 21    | 474 MHz  | 50 kW       | vertikální |
| DVB-T  | 3. multiplex | 23    | 490 MHz  | 48 kW       | vertikální |
| DVB-T2 | 4. multiplex | 27    | 522 MHz  | 25 kW       | vertikální |

### Rozhlas
Přehled rozhlasových stanic vysílaných z Velké Javořiny:
|    | Stanice             | Kmitočet  | Výkon (ERP) | Polarizace   |
| -- | ------------------- | --------- | ----------- | ------------ |
| FM | Rádio Jemné Melódie | 88,0 MHz  | 8,5 kW      | horizontální |
| FM | Rádio Devín         | 90,8 MHz  | 10 kW       | horizontální |
| FM | Europa 2            | 98,5 MHz  | 8,8 kW      | horizontální |
| FM | Rádio Regina        | 100,7 MHz | 8,5 kW      | horizontální |
| FM | Rádio Slovensko     | 103,2 MHz | 8,5 kW      | horizontální |

## Přístup
- na vrchol vede zpevněná asfaltová cesta z Lubiny
- po  značce ze Staré Turé
- po  značce z Myjavy ; z české strany z lokality Hrabina na silnici I/54 mezi obcemi Slavkov a Strání
- po  značce z Lubiny přes osadu Cetuna (Bzince pod Javorinou)